# جايسون غوس
جايسون غوس (بالإنجليزية: Jason Goss)‏ هو لاعب كرة قدم كندية أمريكي، ولد في 4 أكتوبر 1979 في فورت وورث في الولايات المتحدة.